# Miszráta tartomány
Miszráta tartomány (arabul شعبية مصراتة [Šaʿbiyyat Miṣrāta]) Líbia huszonkét tartományának egyike. A történelmi Tripolitánia régióban, az ország északi részén fekszik: északon el-Markab tartomány és a Földközi-tenger, északkeleten a Szidrai-öböl, délkeleten Szurt tartomány, délnyugaton pedig el-Dzsabal el-Garbi tartomány határolja. Székhelye Miszráta városa. Lakossága a 2006-os népszámlálás adatai szerint 550 938 fő.

## Fordítás
Ez a szócikk részben vagy egészben  a   Libyen#Verwaltungsgliederung című német Wikipédia-szócikk ezen változatának fordításán alapul.  Az eredeti cikk szerkesztőit annak laptörténete sorolja fel. Ez a jelzés csupán a megfogalmazás eredetét és a szerzői jogokat jelzi, nem szolgál a cikkben szereplő információk forrásmegjelöléseként.